# Macrosiagon praeustum
Macrosiagon praeustum is een keversoort uit de familie waaierkevers (Rhipiphoridae). De wetenschappelijke naam van de soort is voor het eerst geldig gepubliceerd in 1830 door Gebler.